# ويليام فيندلاي
ويليام فيندلاي (بالإنجليزية: William Findlay)‏ هو لاعب كرة قدم أمريكي، ولد في 15 يناير 1904 في ماسلبره في المملكة المتحدة، وتوفي في 21 يناير 1981 في أوغستا في الولايات المتحدة. شارك مع منتخب الولايات المتحدة لكرة القدم. أما مع النوادي، فقد لعب مع نادي لانارك الثالث ونيويورك ناشيونالز.

## وصلات خارجية
- ويليام فيندلاي على موقع قاعدة بيانات كرة القدم.إي يو (الإنجليزية)
- ويليام فيندلاي على موقع أوليمبيديا (الإنجليزية)